# Alette Pos
Esther Pos (Arnhem, 30 de marzo de 1962) es una exjugadora neerlandesa de hockey sobre césped.

## Trayectoria
Pos debutó en la selección neerlandesa en el año 1982. Tuvo su primera participación olímpica en Los Ángeles 1984. En el torneo obtuvo la primera medalla de oro para su selección.